# Tauschia johnstoniana
Tauschia johnstoniana là một loài thực vật có hoa trong họ Hoa tán. Loài này được Mathias & Constance miêu tả khoa học đầu tiên năm 1943.